# Thalwil
Thalwil är en ort och kommun  i distriktet Horgen i kantonen Zürich, Schweiz. Kommunen har 18 561 invånare (2023).
Thalwil ligger vid Zürichsjön cirka 9 km söder om Zürich.
I kommunen finns även orten Gattikon med cirka 2 600 invånare (2019).